# Tarm Kirke
Tarm Kirke ligger i Tarm Sogn, Ringkøbing-Skjern Kommune (Ribe Stift).

## Udseende og interiør
Tarm Kirke er i sit udgangspunkt et traditionel langhus med tårn i vestenden. Det er hvidkalket med rødt tegltag og er ved en ombygning i 1960'erne udvidet med blandt andet sideskibe.
Flere af de centrale elementer i kirkerummet stammer fra kirkens opførelse i 1912. Det gælder blandt andet døbefonten og prædikestolen, der er af teak med forskellige symbolfelter. Prædikestolen var oprindeligt bemalet, men blev afsyret i forbindelse med ombygningen. Alterbordet er fremstillet af granit, og herpå står et krucifiks af træ samt to lysestager af messing.
Altertavlen blev ved den store restaurering i 1960'erne udskiftet, og den nuværende tavle er skabt af kunstneren Sven Havsteen-Mikkelsen. Motivet er inspireret af Jesu opstandelse og forestiller to kvinder ved den åbne grav påskemorgen. Billedet er basalt set holdt i fire klare farver: Blå som en baggrundsfarve, gul i en halvcirkel i øverste højre hjørne symboliserende solen samt rød og lilla i venstre side som symbol på kvinderne.
Orglet har været udskiftet flere gange, og det nuværende orgel er taget i brug i 2012. Det er skabt med udgangspunkt i orglet fra 1956, idet flere dele, heriblandt næsten alle piber, er genanvendt. Det har 22 stemmer på tre manualer.
I kirken findes også som udsmykning et kirkeskib og en såkaldt lysglobe.

## Historie
Fra middelalderen hørte Tarm under Egvad Sogn, så beboerne her benyttede Egvad Kirke 2-3 km mod øst. I begyndelsen af det 20. århundrede opstod der i Tarm et ønske om at få sin egen kirke, og der blev sat gang i en indsamling. I 1906 lå der tilsagn fra den lokale befolkning om et beløb på 12.000 kr, og arbejdet kunne gå i gang. Arkitekten på opgaven var Vilhelm Ahlmann, der fremkom med et oplæg. Projektet skulle godkendes af kirke- og kulturministeriet, men herfra blev det i første omgang et afslag med den begrundelse, at det givne oplæg savnede kunstnerisk niveau. Man anbefalede så at kontakte en respekteret arkitekt og gav en række forslag, heriblandt interessant nok Ahlmann, der havde lavet det første oplæg. Samtidig opstod der diskussion om kirkens placering, idet der var fire forskellige forslag hertil. I sidste ende blev der enighed om at placere den på det højeste punkt i området, der i det ret flade område nær Skjern Å blot er 7 m.
Til slut gik ansøgningen om lån og byggetilladelse igennem i 1911, og kirken stod klar til indvielse 15. december 1912.
I 1965-67 blev der foretaget en større udvidelse af kirken på grund af den store befolkningstilvækst, der var sket siden opførelsen. Der blev blandt andet tilføjet sideskibe og en korrum hævet over det normale niveau.